# 光村甚助

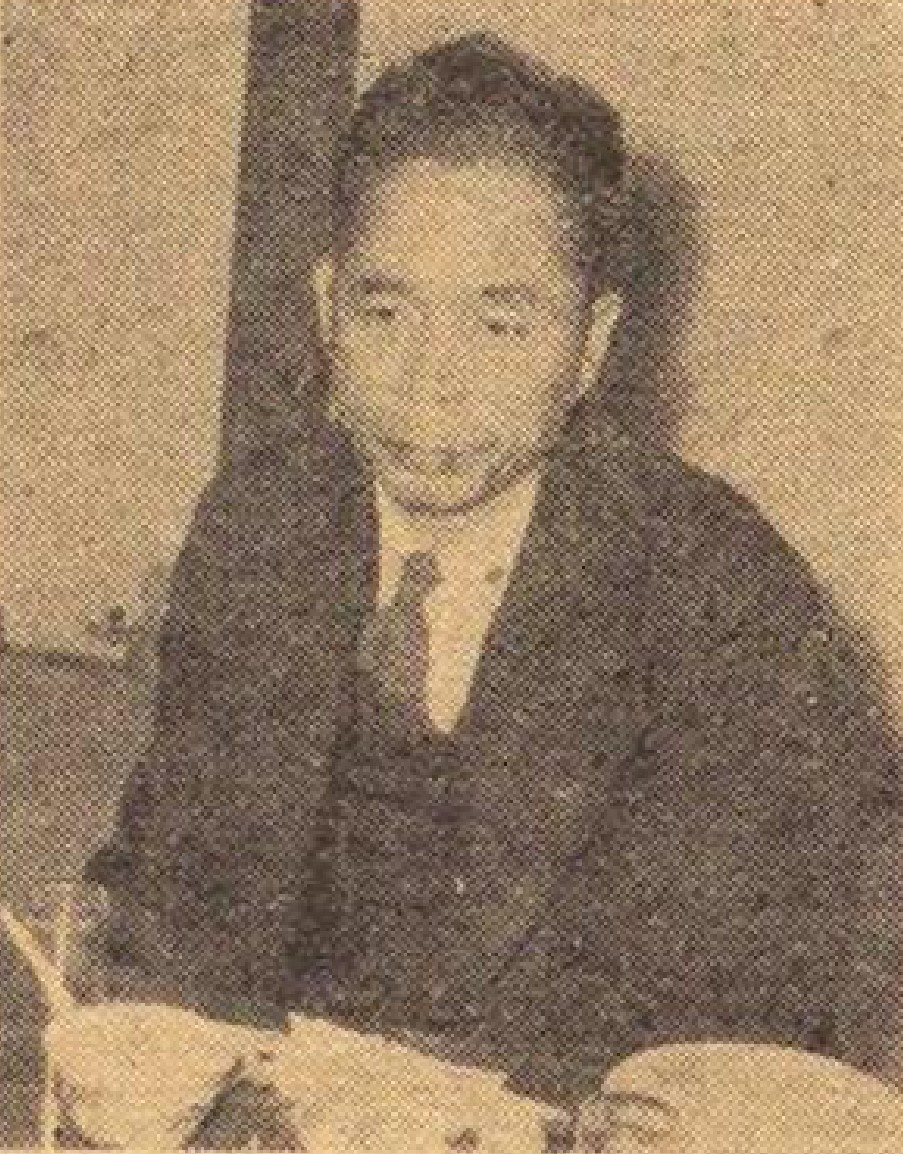
光村甚助（1952年）

光村 甚助（みつむら じんすけ、1905年（明治38年）2月20日 - 1992年（平成4年）3月23日）は、昭和期の労働運動家、政治家。参議院議員。

## 経歴
鹿児島県肝属郡、現在の垂水市出身。1931年（昭和6年）関西大学専門部法科を卒業した。
逓信省に入省し大阪逓信局に配属された。以後、郵政事務官、全日本産業別労働組合会議副議長、全逓信労働組合（のちの日本郵政公社労働組合）大阪地区本部委員長、同近畿地方本部委員長、全逓信労働組合副委員長などを務めた。
1956年（昭和31年）7月の第4回参議院議員通常選挙で全国区から日本社会党公認で出馬して初当選し、1962年（昭和37年）7月の第6回通常選挙でも再選され、参議院議員に連続2期在任した。この間、参議院逓信委員長、同石炭対策特別委員長、国土開発審議会委員、全逓信労働組合顧問などを務めた。